# 海鴉屬
海鴉屬（學名：Uria）是海雀科的一個屬，其學名來自古希臘文的ouria，為古羅馬作家阿特納奧斯曾提及的一種水鳥，俗名murre則可能來自崖海鴉叫聲的擬聲詞。本屬鳥類繁殖季時羽色為棕色或黑色，於北太平洋與北大西洋海岸繁殖，可潛入水中深達100公尺處覓食，是潛水深度最深的鳥類之一，其食物包括魚類、甲殼類、軟體動物、昆蟲與植物。

## 現生物種
| 圖片 | 學名        | 中文名   | 分布範圍           |
| ---- | ----------- | -------- | ------------------ |
|      | Uria aalge  | 崖海鴉   | 北太平洋與北大西洋 |
|      | Uria lomvia | 厚嘴海鴉 | 北太平洋與北大西洋 |